# Zandt von Merl (Adelsgeschlecht)

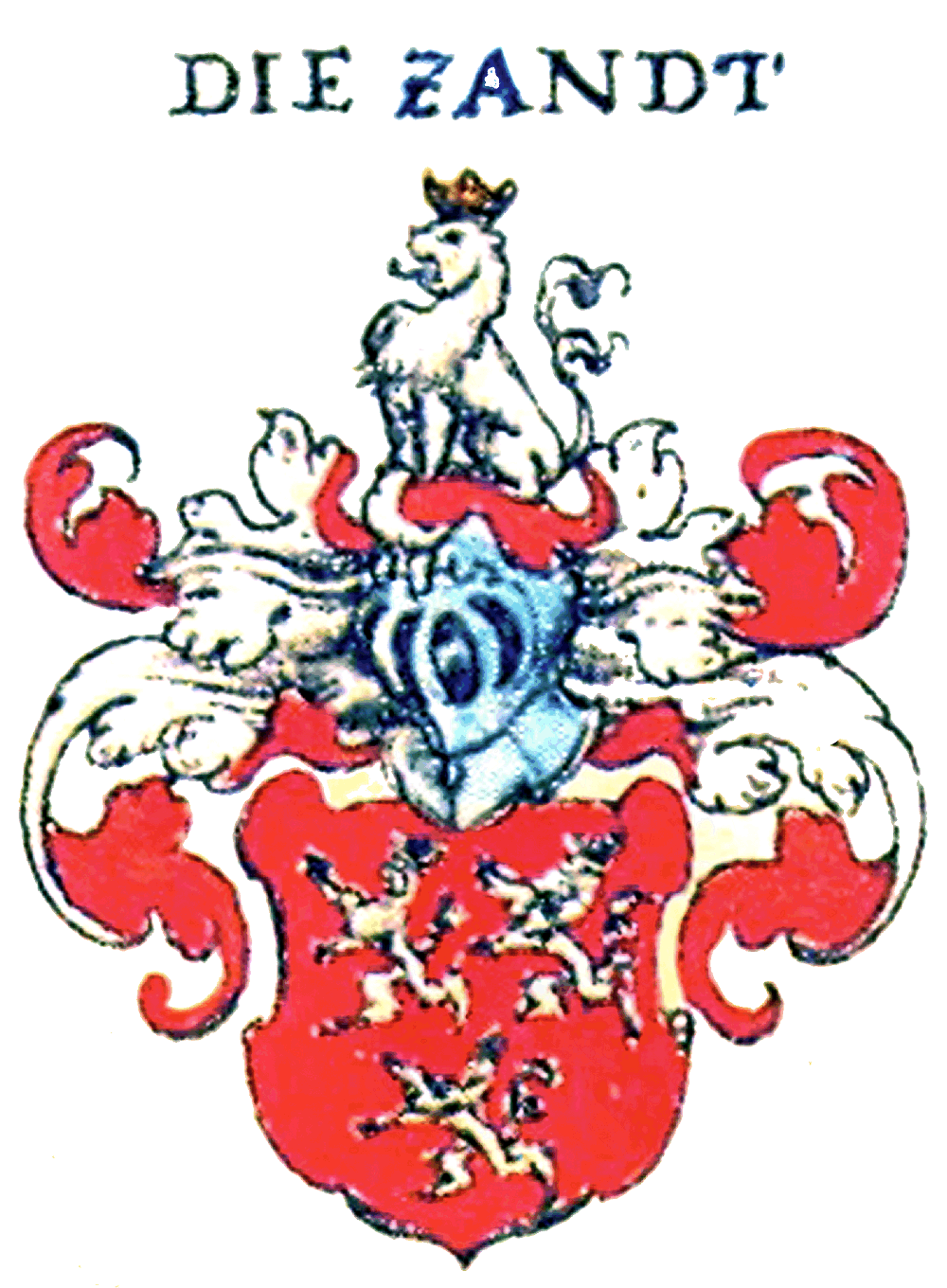
Wappen der Zandt von Merl (Siebmacher 1605)

Zandt von Merl, auch Zand oder Zant von Merl, ist der Name eines moselländischen Ritter- bzw. Adelsgeschlechts, das sich bis in das 12. Jahrhundert zurückverfolgen lässt.

## Geschichte
Das Rittergeschlecht der Zandt von Merl wird auf Vögte bzw. Erbvögte aus Merl zurückgeführt. Es erscheint erstmals 1120 urkundlich mit Erfo und Wernerus de Merle. Damit zählt es zu den ältesten im Rheinland nachgewiesenen Adelsgeschlechtern. Der Name Zant erscheint dann urkundlich erstmals am 31. März 1253 mit dem Kanonikus zu Minden Gerhardus Tzantemerle und mit Warner Zant (Zhant), dem Bruder des Vogts von Merle und Ritters Friedrich Zant, der am 25. November 1271 erstmals erwähnt wird. Die sichere Stammreihe beginnt mit dem „Erbvogt von Merle und im Hamm, Ritter Friedrich von Zant“ (urkundlich 1292, † vor 1311).
Die ursprünglich kurtrierischen Ministerialen Zant hatten ihre Güter vom Pfalzgrafen bei Rhein, dem Erzstift Trier und dem Grafen von Sponheim zu Lehen. Sie waren nicht nur zeitweise Burgherren auf Arras und Burgmannen zu Cochem, es bestanden auch durch Heirat verwandtschaftliche Verhältnisse zu den Grafen von Eltz, von der Leyen, von Landenberg und von Bassenheim. Eine erste Erwähnung im Moselraum findet sich 1270, als ein „Warnerus filius advocat de Zante von Merl“ mit dem Beinamen „de Zante“ auftrat. 1350 war Johannes (Johann I.) Zandt von Merl Abt in der Abtei Prüm und Werner Zandt von Merl war von 1339 bis 1366 Abt in der Abtei St. Martin in Trier, sein Nachfolger von 1366 bis 1388 wurde Wilhelm II. Zandt von Merl. Weiterhin dienten die Zandt von Merl im 14. Jahrhundert als Bannerträger des Erzstiftes Trier. Am 11. Oktober 1439 erhielt Ludwig Zandt von Merl einen Teil der Burg Arras als Lehen vom Kurfürsten Raban von Helmstatt. Von 1459 bis 1468 wurde er zudem als Amtmann im Zeller Hamm aufgeführt. Friedrich Zandt von Merl nannte sich 1507 Herr von Arras, Zell und Klotten.

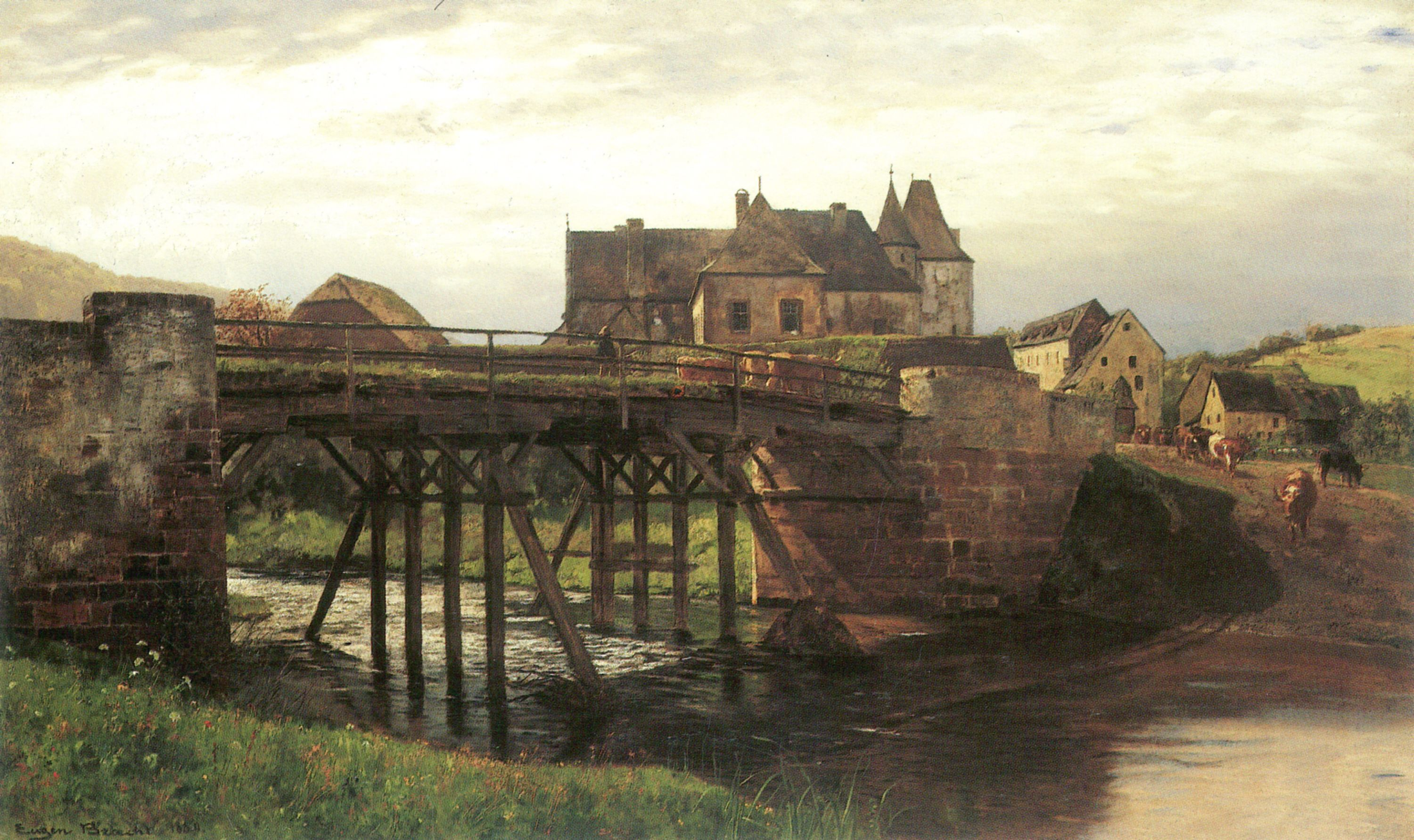
Burg Lissingen um 1880 (Gemälde von Eugen Bracht)

Gerlach Zandt von Merl wurde 1514 durch die Abtei Prüm mit dem gesamten Besitz Lissingen belehnt. Catharina Zandt von Merl wurde 1574 als Äbtissin im Kloster St. Katharina (Trier) aufgeführt. Amalia Zandt von Merl (um 1547–1624), eines von sechs Kindern aus der Ehe des Hugo Zandt von Merl mit Gertrud Stetzgis von Treis, wurde 1581 zur Äbtissin des Klosters St. Irminen in Trier berufen. Nach ihrem Tod folgte ihr ihre Nichte und zuvorige Koadjutorin Margaretha Zandt von Merl im Amt als Äbtissin. Heinrich Zandt von Merl wurde 1575 Burggraf der Burg Grimburg und zwischen 1583 und 1599 war Johann Zandt von Merl Amtmann von Pfalzel und Grimburg. 1593 veräußerte Bernhard von Metzenhausen († 1632) seinen Anteil an der Burg Arras mit dem unterhalb der Burg gelegenen „Hof Hellenthal“ (Höllental), für 1610 Reichstaler an Johann Zandt von Merl, der 1597 noch die Lehen Wollmerath und Bullay erhielt. Derselbe Johann Zandt von Merl nannte sich zwischen 1583 und 1599 Statthalter in Trier, kurtrierischer Amtmann in Cochem, Daun und Ulmen und Landeshofmeister. Zwischen 1606 und 1621 war er Erbvogt im [Zeller] Hamm und Amtmann zu Baldeneck. Zuletzt als „Churfürstlicher Rat und Herr zu Arras“ dienend starb er am 4. August 1621. Durch Heirat des Gerlach Zandt von Merl mit Katharina, einer Erbtochter von Winneburg, gründete sich im 17. Jahrhundert die Linie Zandt von Lissingen. Die Zandterburg in Dieblich ist nach Otto Heinrich Zandt von Merl († 1656) benannt, der durch Einheirat und Erbschaft in Dieblich begütert war. Johann Heinrich Zandt von Merl zu Dieblich heiratete 1678 Anna Barbara von Dietz (möglicherweise die Tochter des Koblenzer Amtmanns und nachmaligen Besitzers der Zandterburg, Dietrich von Dietz).

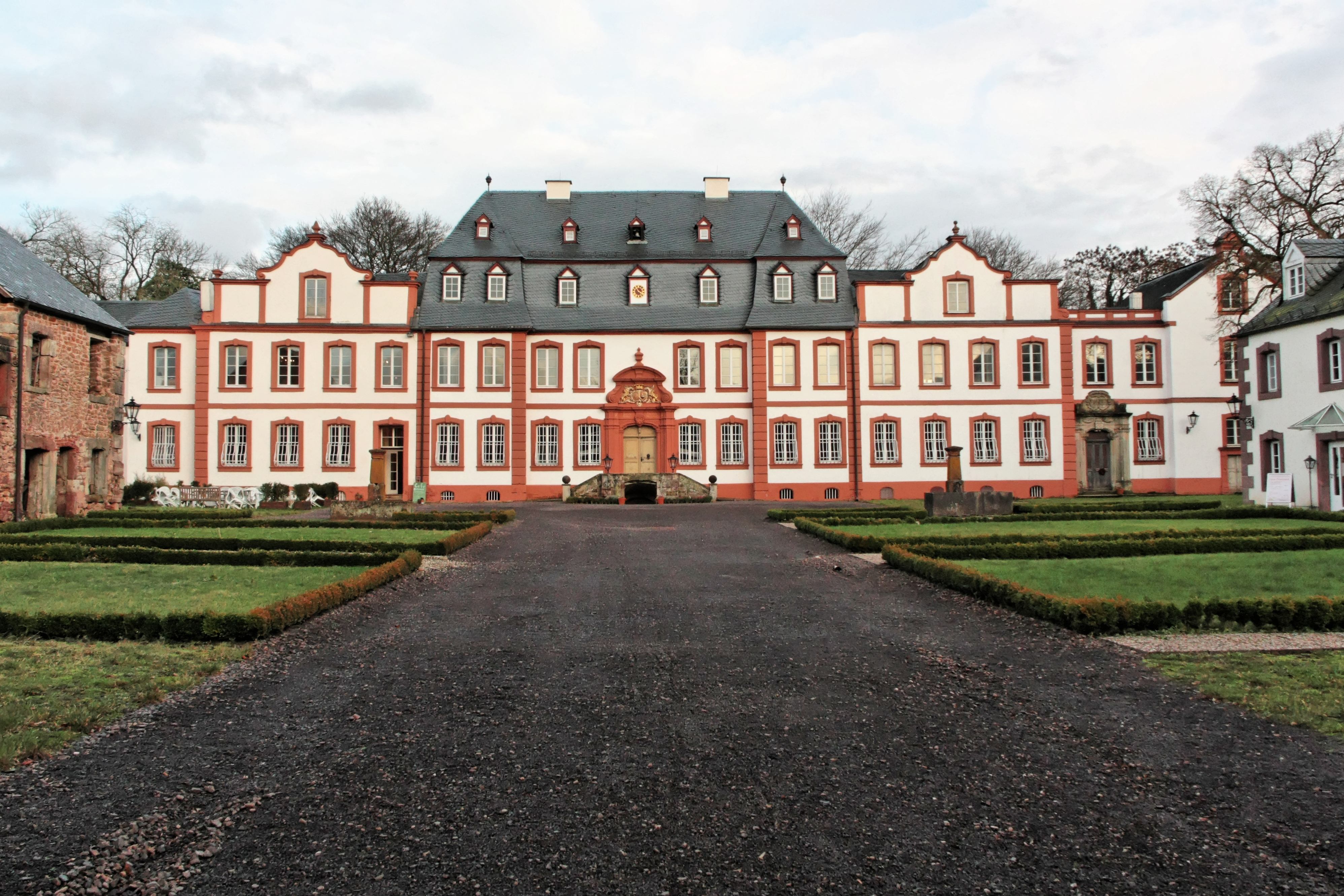
Schloss Münchweiler

Carl Emmerich Joseph Zandt von Merl war mit Anna Maria Elisabeth von Britzke aus Weiskirchen verheiratet. Er hatte 1724 in Nunkirchen eine Eisenhütte mit vier Wasserrädern und zwei Schmelzöfen gegründet. Sein Sohn, der Reichsfreiherr Franz Georg Zandt von Merl (1723–1785) aus Lissingen, ließ sich ab 1749 in drei Bauabschnitten bis 1763 das Schloss Münchweiler in Wadern errichten. Ein Sohn von ihm, Hugo Karl Kaspar Joseph Zandt von Merl (1764–1845), war Kaiserlich Königlicher Kämmerer am Hof von Kaiser Franz II. von Österreich. Mit Brigitte Irene Alwine Hagke, geborene Freiin Zandt von Merl und seit 1952 verheiratet mit Gangloff von Hagke, starb möglicherweise die letzte aus der Familie der Zandt von Merl.

## Zandthof (Burghaus) in Merl

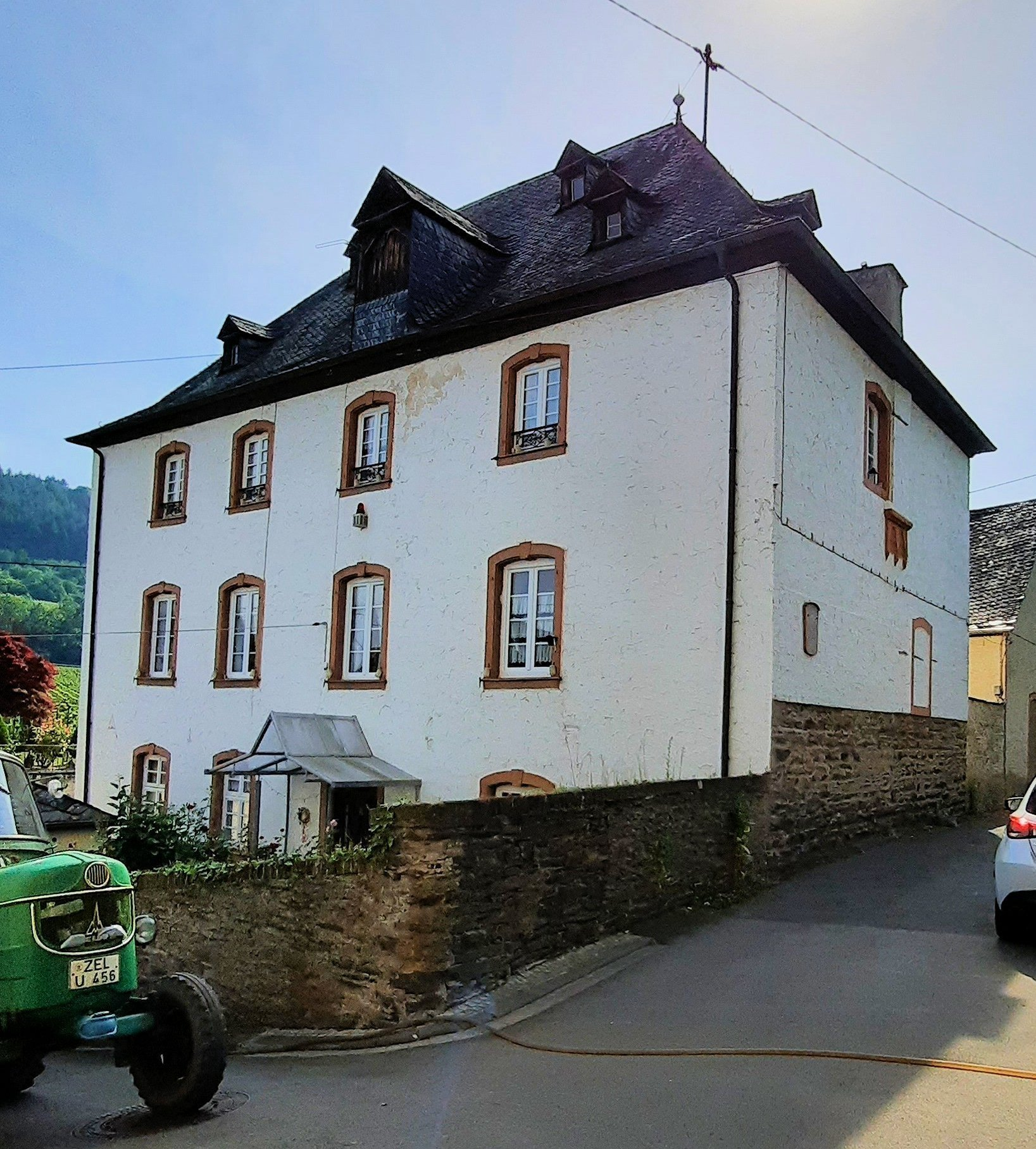
Burg- (Stammhaus) der Zandt von Merl (in der Zandtstraße in Merl, datiert auf 1328)

Noch bis zum Jahr 1786 besaßen die Freiherrn Zandt zu Lissingen zwei von drei zu dieser Zeit noch in Merl vorhandenen Edelhöfen. Der wuchtige ehemals viergeschossige (heute dreigeschossige) massive Wohnturm, dessen älteste Datierung auf das Jahr 1328 zurückgeführt wird, war das ehemalige Stammhaus der Zandt von Merl. 1764 erwarb Josef Franz von Zandt zu Lissingen das Gebäude. Zum Besitz der Zandt von Merl gehörte auch die sich in unmittelbarer Nähe zum Burghaus in der Zandtstraße befindliche sogenannte Klapperburg. Noch 1790 besaß die Familie weitere Güter in Ellenz-Poltersdorf, Briedern, Valwig und Merl. 1810 erwarb Theodor Treis das Burghaus von der französischen Regierung, als diese Nationalgüter im Arrondissement Koblenz zum Verkauf angeboten hatte. Er ließ das oberste Stockwerk abtragen und darauf ein Walmdach errichten. Heutige Eigentümer des Gebäudes ist die Familie Treis aus Merl.

## Weitere Familienmitglieder
- Matthäus Zandt von Merl (–1374), von 1352 bis 1374 Abt im Augustiner-Chorherrenstift Kloster Springiersbach.
- Johann Zandt von Merl (um 1400–nach 1460), Cellerar, Kantor und Domkapitular in Trier.[16]
- Ludwig Zandt von Merl (–1506), von 1493 bis 1506 Chorherr in Springiersbach.[17]
- Johann Zandt von Merl (um 1550–1621), Erbvogt und kurtrierischer Landeshofmeister
- Amalia Zandt von Merl, von 1581 bis 1623 Äbtissin im Kloster Marienberg in Boppard.[18]
- Maria Margarethe Zandt von Merl († 1655), von 1623 bis 1654 Äbtissin im Kloster Marienberg in Boppard.[18]
- Johann Zandt von Merl (–1639), Kanoniker und Dekan von 1626 bis 1639 im Stift St. Marien in Pfalzel. Sein Siegel zeigte im Wappen drei Löwen.[19]
- Wilhelm Jakob Zandt von Merl († 1704), Kaiserlicher General der Kavallerie
- Carl Zandt von Merl (1690–1754), Unternehmer und kurtrierischer Amtmann zu Grimburg
- Franz Georg Zandt von Merl (1723–1785), Erbvogt und Amtmann im Kurfürstentum Trier
- Hugo Zandt von Merl (1764–1845), kaiserlicher Kammerherr
- René Zandt von Merl (1806–1884), Mitglied des Provinziallandtages der Rheinprovinz, Bürgermeister von Weiskirchen

## Wappen
Blasonierung: in Rot drei (2:1) zweigeschweifte, silberne, blaugezungte, goldgekrönte Löwen; Helmzier rot-silberne Decken, ein sitzender, golden gekrönter, silberner Löwe

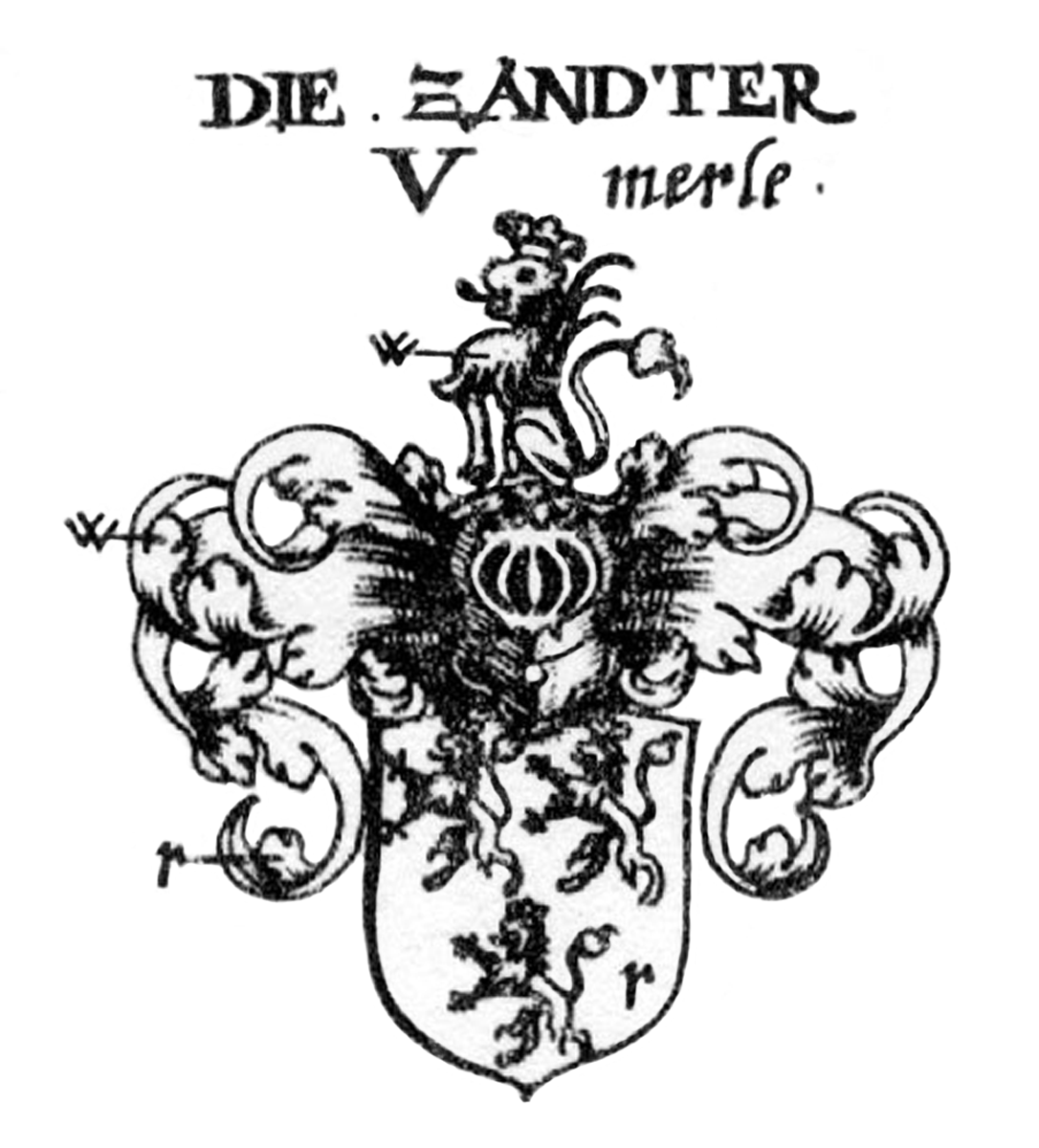
Wappen der Zandt in Siebmachers Wappenbuch von 1702
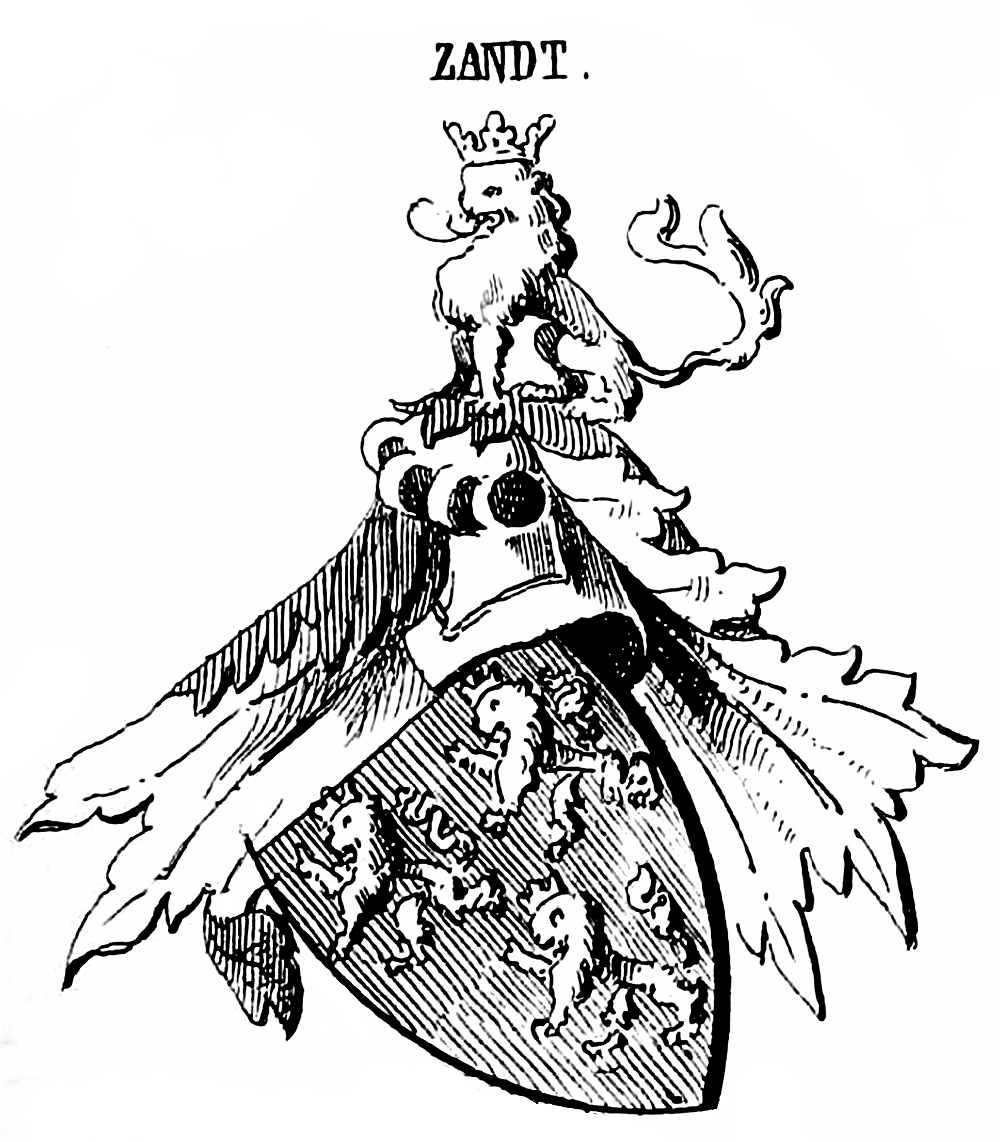
Wappen der Zandt in Siebmachers Wappenbuch 1857
In Rot drei golden gekrönte Löwen im Wappens der Verbandsgemeinde Zell (Mosel)